# Бутиноне, Бернардино
Бернардино Бутиноне (итал. Bernardino Butinone; 1450, Тревильо — 1510) — итальянский художник, представитель Ломбардской школы живописи эпохи Возрождения.

## Биография
Сын Якопо да Тревильо и ученик Винченцо Фоппа.
С 1491 по 1493 годы, совместно с другим учеником Фоппа — Бернардо Ченале, работал над фресками в церкви Святого Петра Джессата.
Занимался обучением Брамантино.

## Галерея

Некоторые работы Бернардино Бутиноне
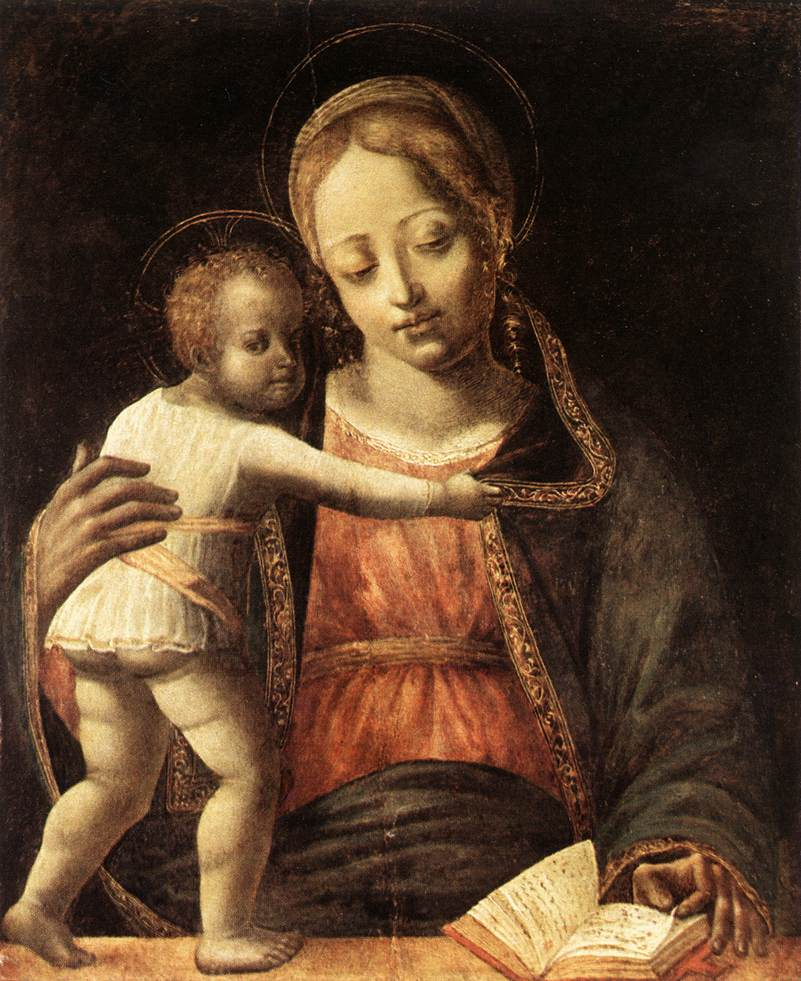
«Мадонна с младенцем», Брера, Милан
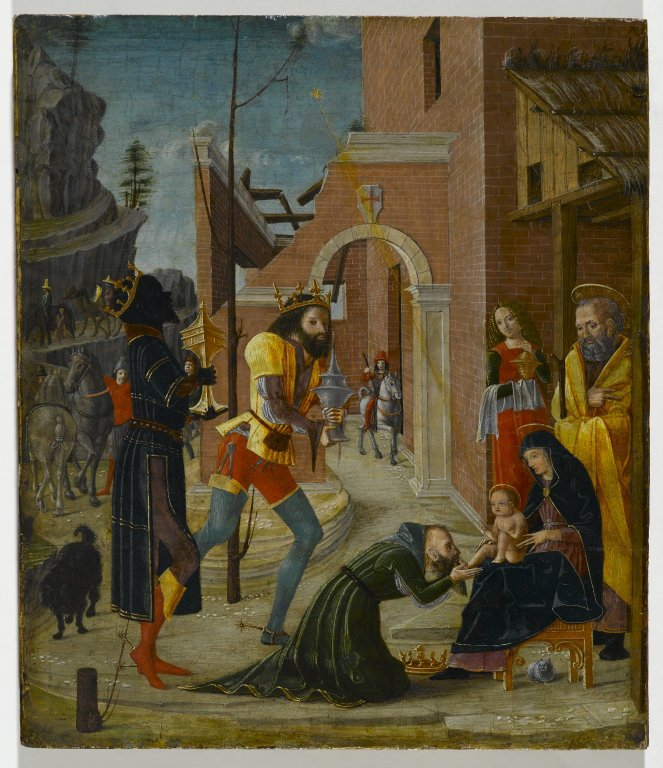
«Поклонение волхлов», Бруклинский музей, Нью-Йорк